# This (programowanie obiektowe)
this – słowo kluczowe odnoszące się w niestatycznych metodach klasy do obiektu na rzecz którego dana metoda została wywołana.
W Smalltalku zamiast this używane jest słowo kluczowe self.
Zależnie od użytego języka, this jest interpretowane jako:
- wskaźnik (C++)
- referencja (Java, C#)
- zmienna (PHP)

## Użyciethis
Sytuacje w których użycie this jest niezbędne:
- Zwrócenie referencji danego obiektu z metody lub przekazanie jako parametr do innej funkcji/metody np. (przykład w C++):

```
class Wektor {
  public:
    Wektor& operator = ( const Wektor& wzorzec ) {
      x = wzorzec.x;
      y = wzorzec.y;
      
return *this
; // zwrócenie referencji
    }
  private:
    double x;
    double y;

  /* ... */
}
```

- W celu odróżnienia nazw zmiennych w klasie i nazw parametrów formalnych metody w przypadku gdy są takie same np. (przykład w Javie):

```
class Wektor {
  private double 
x
;
  private double 
y
;

  public Wektor( double 
x
 , double 
y
 ) {
    
this.x = x
; // rozróżnienie parametrów formalnych konstruktora od zmiennych w klasie
    
this.y = y
;
  }

  /* ... */
}
```

- Wywołanie innego konstruktora z ciała konstruktora tej samej klasy (Java).

```
class Person {
  private String name;
  private Date dateOfBirth;

  public Person( String name ) {
    
this( name , new Date() )
; // Wywołanie innego konstruktora w klasie.
  }

  public Person( String name , Date dateOfBirth ) {
    this.name = name;
    this.dateOfBirth = dateOfBirth;
  }

  /* ... */
}
```

Podczas tworzenia obiektu przy użyciu jednoargumentowego (np.: new Person( "Jan Kowalski" )) konstruktora spowoduje wywołanie z jego wnętrza konstruktora dwuargumentowego w którym to pola w klasie są docelowo ustawiane.

## thisa konwencja nazewnicza
Jednym z popularnych sposobów wyróżnienia pola w klasie od zmiennej lokalnej w metodzie jest użycie przedrostka "m_" w nazwie zmiennej np: m_date, m_name. Przedrostek ten pochodzi od angielskiego member czyli członek (w tym wypadku członek klasy). Technika ta wymusza aby każde pole w klasie rozpoczynało się od "m_" co w zależności od środowiska pracy może być uciążliwe np. podczas sortowania po nazwie. Alternatywą dla tego sposobu oznaczania członków klasy jest użycie this - nawet wtedy, gdy nie jest to konieczne. Pozwala to posiadać nazwy zmiennych zgodne z zamierzeniami np.: date czy name a ich użycie w kodzie będzie wyglądało odpowiednio: this.date i this.name.

## Samobójstwoobiektu
W C++ this jest interpretowany jako wskaźnik. Z tego powodu możliwa jest konstrukcja, w której obiekt popełnia samobójstwo. Realizuje się to poprzez wywołanie delete this; w ciele metody obiektu:
```
class Samobojca {
  private int dana;

  public void zabijSie() {
    dana = 1;    // ok
    
delete this;

    // dana = 2; // błąd, obiekt juz nie istnieje
  }
}
```

Aby mechanizm samobójstwa zadziałał bez błędów obiekt musi być stworzony na stercie, czyli inaczej mówiąc przy użyciu operatora new. Należy również pamiętać, że od momentu wykonania delete this;, obiekt przestaje istnieć i wszelkie odwołania do pól obiektu spowodują naruszenie ochrony pamięci.
Z praktycznego punktu widzenia samobójstwo obiektu jest stosunkowo rzadko spotykane a używanie tego mechanizmu świadczy o błędzie w koncepcji programu.